# Angel Dust (альбом)
Angel Dust (с англ. — «Ангельская пыль») — четвёртый студийный альбом американской рок-группы Faith No More, был издан 8 июня 1992 года лейблами Slash и Reprise Records. Альбом продолжил успех предыдущего релиза группы The Real Thing, и является последней записью, в котором участвовал гитарист Джим Мартин. Это также был первый альбом, в котором вокалист Майк Паттон имел ключевое влияние на материал группы, будучи нанят после того, как другие участники группы сочинили и записали всё, кроме вокала и большинства текстов песен. Группа заявила, что хочет отойти от фанк-метала, присущего им стиля на прошлых релизах, в сторону более «театрального» звучания.
Angel Dust остаётся самым коммерчески успешным диском группы за пределами США (более 678 000 копий). Альбом и последующий концертный тур пользовались большим успехом в Европе, где лонгплей стал платиновым — превысив рубеж в миллион копий, также он получил золотой сертификат в Австралии. Мировые продажи альбома составляют около 3 миллионов копий. В ретроспективной статье журнала Афиша альбом был назван «нулевым километром ню-метала», а американский журнал Kerrang! присудил ему звание «самого влиятельного альтернативного альбома всех времён».

## Об альбоме
После успеха их предыдущего альбома The Real Thing и последующего тура группа Faith No More взяла перерыв на полтора года, прежде чем приступить к работе над следующим альбомом Angel Dust. В это время Майк Паттон присоединился к своей школьной группе Mr. Bungle, чтобы записать их одноимённый дебютный альбом. Эта ситуация повлияла на группу, так как барабанщик Майк Бордин думал, что процесс написания был похож на состояние «волшебной доски», которая была «полностью покрыта письменностью; на этой доске больше не было места для записей, поэтому мы все пошли и сказали „хорошо“, стёрли всё и начали писать новое», и Паттон был творчески оживлён. Они решили «не рисковать» и вместо этого выбрали другое музыкальное направление, к большому разочарованию гитариста Джима Мартина. Мартину также не понравилось название альбома, выбранное клавишником Родди Боттумом. В интервью, взятом, когда они были в студии, он сказал, что «Родди [Боттум] хотел назвать его Angel Dust, я не знаю почему, я просто хочу, чтобы вы знали, что если он называется Angel Dust, это не имеет ко мне никакого отношения».
Боттум заявил, что выбрал это название, потому что оно «подытожило то, что [они] сделали всё идеально», в том смысле, что «это действительно красивое название для действительно отвратительного наркотика, и это должно заставить людей задуматься». Аналогично, художественное оформление контрастировало: одно красивое изображение с ужасным, изображая мягкую голубую аэрографированную большую белую цаплю на передней обложке (сфотографированную Вернером Крутейном), а на обороте — изображение коровы, висящей на мясном крюке (созданное Марком Бернштейном). И басист Билли Гулд, и Майк Бордин сказали, что изображение на задней стороне альбома основано не на поддержке вегетарианства, а скорее на предварительном «просмотре музыки», предполагая её сочетание «действительно агрессивной и тревожной, а затем действительно успокаивающей», «красивой с тошнотворным».
Фотография группы российских солдат со «вставленными» лицами участников Faith No More была отредактирована Вернером Крутейном и использована в качестве обложки сингла «Midlife Crisis». Группа изначально планировала это, но потом ей не понравился конечный результат. Майк Бордин описал ситуацию следующими словами: 

Это было из ряда тех вещей, которую звукозаписывающая компания действительно пыталась нам навязать. Они правда пытались испортить наш макет и прислали нам эти грёбаные фотографии с нашими головами. Так и было, они хотели, чтобы у нас был плакат внутри пластинки, состоящий из наших пяти голов на чёрном фоне, всё было чёрным, всё внутри, и это было похоже на «Пошёл ты!..». Мы собираемся сделать нашу обложку, мы сделали наш альбом, мы продюсировали его по-своему, мы написали наши песни, мы сыграли их по-своему, это похоже на нас.
Единственная обложка похожа на обложку Led Zeppelin II, на которой изображены лица членов Led Zeppelin и других, нанесённые аэрографом на фотографию с изображением самолёта Jagdstaffel 11 1917 года, немецкой авиационной эскадрильи Первой мировой войны, возглавляемой Манфредом фон Рихтгофеном — он же «Красный барон».

## Музыка и тексты песен
Написание материала для Angel Dust заняло бо́льшую часть 1991 года, причём почти все песни были написана Билли Гулдом, Родди Боттумом, Майком Бордином и впервые Майком Паттоном. По этому поводу Паттон сказал: 

Никогда не было и речи о том, чтобы я оставался в группе. Мы начали писать музыку для этого альбома, и то, что я был частью чего-то настолько фундаментального, обеспечило мне это. The Real Thing был похож на чью-то другую, чужую группу, это казалось придавало важности. Им не нужен был чёртов вокалист, просто им нужен был именно вокалист. И поэтому я и был там, вот почему Чак был там, мы там были не нужны.
 Некоторые критики объясняли это «звуковым отличием» от своих предшественников, однако Майк Паттон приписывает этому то, что они «лучше играют то, что [они] слышат в [своих] головах» и продолжал говорить, что «раньше мы как бы обманывали и играли что было в окружении нас. Мы никогда не смогли бы воплотить это в группе, и у нас это получается всё лучше. Например, мы хотели сделать настоящую ленивую, слащавую балладу, поэтому мы сыграли тему из „Полуночного ковбоя“! И есть даже песня, которая звучит как у The Carpenters!». В тенденции, которая началась, когда тогдашний вокалист Чак Мосли жил в Лос-Анджелесе, в то время как остальные члены группы проживали в районе залива Сан-Франциско, группа записывала демозаписи песен и обменивалась ими между собой в Лос-Анджелесе, прежде чем отправить их гитаристу Джиму Мартину, чтобы он мог поработать над своими гитарными аранжировками, уже после он отправлял их обратно на утверждение.
Тексты песен для Angel Dust были написаны по бо́льшей части вокалистом Майком Паттоном. Он черпал вдохновение для текстов песен из самых разных источников, таких как вопросы из Оксфордского анализа возможностей, печенье с предсказаниями и ТВ-передачи в ночное время. После участия в эксперименте по лишению сна он написал «Land of Sunshine» и «Caffeine»: «Я много ездил на своей „Хонде“, и как-то поехал в очень плохой район города, припарковался и просто наблюдал за людьми. Кофейни и забегаловки типа закусочных для белого отребья были отличным источником вдохновения».
Кроме самого Паттона, другие члены группы также принимали участие в сочинении текстов песен: Родди Боттум написал песню о минете («Be Aggressive»); Майк Паттон и Билли Гулд сочинили вместе песню «Everything’s Ruined»; «Kindergarten» сочинили Майк Паттон и Родди Боттум; «Jizzlobber» был за авторством Джима Мартина и Майка Паттона, который, по словам Паттона, рассказывает о его страхе тюремного заключения. Однако Гулд, отвечая на вопрос фаната, предположил, что песня о порнозвезде.

## Запись альбома
Для записи Angel Dust Faith No More снова помог Мэтт Уоллес, который продюсировал все предыдущие студийные записи группы. Они вошли в студию Coast Recorders в январе 1992 года, первоначально настроенные на запись в общей сложности 17 песен; однако после написания ещё двух в студии (одной из них была «Malpractice») было записано в общей сложности 19 песен. В то время окончательные названия песен ещё не были выбраны, поэтому на них часто ссылались следующие рабочие названия, некоторые из которых продолжали использоваться внутри группы, в том числе в их концертных списках:
- «Triplet» — «Caffeine»
- «Madonna» — «Midlife Crisis»
- «Macaroni and Cheese», «Country Western Song» — «RV»
- «Arabic», «The Arabian Song» — «Smaller and Smaller»[23]
- «F Sharp» — «Kindergarten»
- «I Swallow» — «Be Aggressive»[23]
- «Japanese» — «A Small Victory»
- «Action Adventure» — «Crack Hitler»
- «The Sample Song» — «The World Is Yours»
- «The Carpenters Song» — «Everything’s Ruined»
- «The Funk Song» — «Land of Sunshine»
- «The Shuffle Song»/«Seagull Song» — Неопубликованная запись[24].

В то время как в стандартном издании альбома 13 композиций, на сессиях также была выпущена кавер-версия песни Commodores «Easy», переработанная ранее записанная «As the Worm Turns» и посмертно выпущенная «The World Is Yours». В то время как песни «Das Schutzenfest» и кавер-версия Dead Kennedys «Let’s Lynch the Landlord» были выпущены вместе с композицией «Easy» на EP в конце 1992 года, однако это одна из этих песен, которая не была записана во время сессий Angel Dust. Она была записана в спальне Билла Гулда и спродюсирована группой ещё до самих сессий Angel Dust для трибьют-альбома Dead Kennedy Virus 100, опубликованный инди-лейблом Alternative Tentacles. Хотя неясно, относится ли «Das Schutzenfest» к сессиям Angel Dust, Мэтт Уоллес указан в качестве звукоинженера в этой песни, но не как продюсер (хотя он был указан как сопродюсер в альбоме Angel Dust в целом).

## Отзывы критиков
| Оценки критиков      | Оценки критиков |
| Источник             | Оценка          |
| -------------------- | --------------- |
| AllMusic             | [ 27 ]          |
| Chicago Sun-Times    | [ 28 ]          |
| Entertainment Weekly | B               |
| Los Angeles Times    | [ 30 ]          |
| NME                  | 8/10            |
| Pitchfork            | 8.8/10          |
| Q                    | [ 33 ]          |
| Record Collector     | [ 34 ]          |
| Rolling Stone        | [ 35 ]          |
| Select               | 5/5             |

Angel Dust был встречен широким одобрением критиков. Один из них написал, что альбом является «одной из самых сложных и просто запутанных записей, когда-либо выпущенных крупным лейблом», и точно так же другой назвал его «самым некоммерческим продолжением хитовой записи за всю историю». Сингл «A Small Victory» описывается как песня, «которая, кажется, пронизывает Мадам Баттерфляй через Metallica и Найла Роджерса, раскрывает развивающуюся способность комбинировать невероятные элементы в поразительно оригинальные композиции».
Песни «Malpractice» и «Jizzlobber» были названы «повреждённым искусством дэт-металом» и «изматывающим нервы апокалиптическим роком», в отличие от «продвигаемой аккордеоном» кавер-версии на тему из «Полуночного ковбоя», которая следует далее. На AllMusic называют альбом «шедевром бизарро», называя вокал «умнее и совершеннее», чем его предшественник, The Real Thing. Альбом получил от AllMusic 4,5 звезды из 5 и назвал его одним из их избранных альбомов. Рецензент из Kerrang! был менее восторжен, считая разнообразие стилей на Angel Dust «расстройством личности, которое подрывает его потенциальное величие».
Альбом также был назван «Альбомом года» в 1992 году семью различными изданиями в четырёх странах, войдя в топ-10 в трёх из них и заняв первое место в одной, а также был назван «Самым влиятельным альбомом всех времён» по версии журнала Kerrang! несмотря на изначально «вялый» отзыв. В 2017 году Rolling Stone поставил Angel Dust на 65-е место в своём списке «100 величайших метал-альбомов всех времён». Фронтмен группы Oceansize Майк Веннарт назвал его одним из альбомов, изменивших его жизнь. Гитарист Mr. Bungle Трей Спрюэнс в 2016 году назвал его «славным альбомом». В марте 2023 года группа авторов американского издания Rolling Stone включила песню «Caffeine» этого альбома в список «100 величайших хеви-метал песен всех времён». В этом рейтинге она заняла 55-ю позицию, заметку о ней составила Сара Грант.

## Список композиций
| №   | Название                                           | Текст песни               | Музыка                                             | Длительность |
| --- | -------------------------------------------------- | ------------------------- | -------------------------------------------------- | ------------ |
| 1.  | «Land of Sunshine»                                 | Майк Паттон               | Билли Гулд, Родди Боттум                           | 3:44         |
| 2.  | «Caffeine»                                         | Майк Паттон               | Майк Паттон, Билли Гулд                            | 4:28         |
| 3.  | «Midlife Crisis»                                   | Майк Паттон               | Майк Паттон, Майк Бордин, Билли Гулд, Родди Боттум | 4:21         |
| 4.  | «RV»                                               | Майк Паттон               | Майк Паттон, Билли Гулд, Родди Боттум              | 3:43         |
| 5.  | «Smaller and Smaller»                              | Майк Паттон               | Майк Бордин, Билли Гулд, Родди Боттум, Мэтт Уоллес | 5:11         |
| 6.  | «Everything's Ruined»                              | Майк Паттон, Билли Гулд   | Майк Паттон, Билли Гулд, Родди Боттум              | 4:33         |
| 7.  | «Malpractice»                                      | Майк Паттон               | Майк Паттон                                        | 4:02         |
| 8.  | «Kindergarten»                                     | Майк Паттон, Родди Боттум | Билли Гулд, Джим Мартин                            | 4:31         |
| 9.  | «Be Aggressive»                                    | Родди Боттум              | Родди Боттум                                       | 3:42         |
| 10. | «A Small Victory»                                  | Майк Паттон               | Майк Паттон, Майк Бордин, Билли Гулд, Родди Боттум | 4:57         |
| 11. | «Crack Hitler»                                     | Майк Паттон               | Майк Бордин, Билли Гулд, Родди Боттум              | 4:39         |
| 12. | «Jizzlobber»                                       | Джим Мартин, Майк Паттон  | Джим Мартин                                        | 6:38         |
| 13. | «Midnight Cowboy» (Инструментальная)               | —                         | Джон Барри                                         | 4:12         |
| 14. | «Easy» (Вышла на переиздании альбома)              | Лайонел Ричи              | Лайонел Ричи                                       | 3:04         |
| 15. | «As the Worm Turns» (Бонус-трек японского издания) | Чак Мосли                 | Билли Гулд, Родди Боттум, Чак Мосли                | 2:39         |

## Участники записи

### Faith No More
- Майк Паттон — вокал, мелодика (на треке «Midnight Cowboy»)
- Джим Мартин — гитара
- Билли Гулд — бас-гитара
- Майк Бордин — ударные
- Родди Боттум — клавишные

### Производство
- Мэтт Уоллес — продюсер, звукоинженер, микширование
- Дэвид Брайсон — микширование
- Эдам Маноз, Крэйг Дабет, Гиббс Чэпман, Линдси Валентайн, Никки Тефреллин — ассистенты звукоинженера
- Джон Голден — мастеринг
- Ким Шампань — изображения
- Росс Хэлфин — фотография группы
- Вернер Крютейн — фотография для обложки, монтаж фото на красной площади
- Марк Бёртнстейн — фотография мяса

## Награды
| Год                                  | Издание              | Страна            | Название номинации                          | Место |        |
| ------------------------------------ | -------------------- | ----------------- | ------------------------------------------- | ----- | ------ |
| 1992                                 | Musik Express Sounds | Германия          | «Лучшие альбомы года»                       | 1     | [ 45 ] |
| 1992                                 | Raw magazine         | Великобритания    | «Лучшие альбомы года»                       | 8     | [ 46 ] |
| 1992                                 | Vox                  | Великобритания    | «Лучшие альбомы года»                       | 10    | [ 47 ] |
| 1992                                 | The Face             | Великобритания    | «Лучшие альбомы года»                       | 17    | [ 48 ] |
| 1992                                 | The Village Voice    | Соединённые Штаты | «Лучшие альбомы года»                       | 26    | [ 49 ] |
| 1992                                 | Muziekkrant OOR      | Нидерланды        | «Лучшие альбомы года»                       | 36    | [ 50 ] |
| 1992                                 | Q                    | Великобритания    | «Лучшие альбомы года»                       | *     | [ 51 ] |
| 1995                                 | Raw magazine         | Великобритания    | «90 основополагающих альбомов 90-х»         | *     | [ 52 ] |
| 1996                                 | Visions              | Германия          | «Лучшие альбомы 1991-96»                    | *     | [ 53 ] |
| 1999                                 | Panorama             | Норвегия          | «30 лучших альбомов 1970-98»                | 3     |        |
| 1999                                 | Visions              | Германия          | «Самые важные альбомы 90-х»                 | 22    | [ 54 ] |
| 2000                                 | Terrorizer           | Великобритания    | «100 самых важных альбомов 90-х»            | *     | [ 55 ] |
| 2002                                 | Revolver             | Соединённые Штаты | «69 величайших метал-альбомов всех времён»  | 36    |        |
| 2003                                 | Kerrang!             | Великобритания    | «50 самых влиятельных альбомов всех времён» | 1     | [ 40 ] |
| 2006                                 | Metal Hammer         | Великобритания    | «200 величайших альбомов 90-х»              | *     | [ 56 ] |
| «*» означает неупорядоченный список. |                      |                   |                                             |       |        |

### Синглы
| Год                                           | Название              | Высшая позиция | Высшая позиция | Высшая позиция | Высшая позиция | Высшая позиция | Высшая позиция | Высшая позиция | Высшая позиция | Высшая позиция | Высшая позиция | Высшая позиция |
| Год                                           | Название              | US             | US Main        | US Mod         | AUS            | AUT            | IRE            | NLD            | NOR            | SWE            | SWI            | UK             |
| --------------------------------------------- | --------------------- | -------------- | -------------- | -------------- | -------------- | -------------- | -------------- | -------------- | -------------- | -------------- | -------------- | -------------- |
| 1992                                          | «Midlife Crisis»      | —              | 32             | 1              | 31             | 9              | 13             | 36             | —              | —              | —              | 10             |
| 1992                                          | «A Small Victory»     | —              | —              | 11             | 84             | —              | —              | —              | —              | —              | —              | 29             |
| 1992                                          | «Everything's Ruined» | —              | —              | —              | 63             | —              | —              | —              | —              | —              | —              | 28             |
| 1993                                          | «Easy»                | 58             | —              | —              | 1              | —              | 5              | 10             | 2              | 11             | 9              | 3              |
| «—» означает, что сингл не попал в этот чарт. |                       |                |                |                |                |                |                |                |                |                |                |                |